# Condado de Grundy (Misuri)
El condado de Grundy (en inglés: Grundy County), fundado en 1845, es uno de 114 condados del estado estadounidense de Misuri. En el año 2000, el condado tenía una población de 10,432 habitantes y una densidad poblacional de 9 personas por km². La sede del condado es Trenton. El condado recibe su nombre en honor al fiscal general Felix Grundy.

## Geografía
Según la Oficina del Censo, el condado tiene un área total de 1134 km² (437,8 mi²), de la cual 1129 km² (435,9 mi²) es tierra y 6 km² (2,3 mi²) (0.49%) es agua.

### Condados adyacentes
- Condado de Mercer (norte)
- Condado de Sullivan (este)
- Condado de Linn (sureste)
- Condado de Livingston (sur)
- Condado de Daviess (suroeste)
- Condado de Harrison (noroeste)

## Demografía
Según la Oficina del Censo en 2000, los ingresos medios por hogar en el condado eran de $27,333, y los ingresos medios por familia eran $34,583. Los hombres tenían unos ingresos medios de $26,706 frente a los $18,043 para las mujeres. La renta per cápita para el condado era de $15,432. Alrededor del 15.80% de la población estaban por debajo del umbral de pobreza.

## Transporte

### Carreteras principales
- Interestatal 35
- U.S. Route 69
- U.S. Route 136
- Ruta de Misuri 13
- Ruta de Misuri 46
- Ruta de Misuri 146

## Localidades
| - Galt - Laredo - Leisure Lake (Misuri) | - Spickard - Trenton |  |

- Tindall — pueblo
- Brimson — villa
- Edinburg — no incorporado

### Municipios
- Municipio de Franklin
- Municipio de Harrison
- Municipio de Jackson
- Municipio de Jefferson
- Municipio de Liberty
- Municipio de Lincoln
- Municipio de Madison
- Municipio de Marion
- Municipio de Myers
- Municipio de Taylor
- Municipio de Trenton
- Municipio de Washington
- Municipio de Wilson